# Chicharro (apellido)

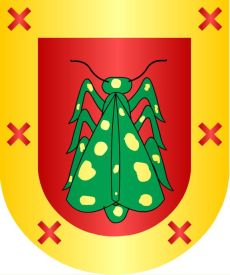
Escudo de los Chicharro según la descripción de la Recopilación de escudos de armas de José de Arévalo.

Algunos tratadistas afirman que el apellido Chicharro es castellano, aunque otros indican que este apellido figura en los nobiliarios y documentos escrito indistintamente como Chicharro o Chicarro, siendo esta casa de origen portugués y procedente del rey don Alfonso, que se enlazaron con los Sousa, cuyo nombre llevaron.
Da su blasón la Recopilación de escudos de armas de don José de Arévalo (folio 66), diciendo: “en gules una chicharra verde, salpicada de oro, colocada en forma de sotuer y con bordadura de oro con seis aspas rojas”. La “nobleza Regia de Portugal” de D. Lázaro del Valle y de la Puerta, en Rey de armas de Felipe IV, folio 75; en “los papeles genealógicos” de D. Adrián González Briseño, folio 144 y el “universal de solares nobles” de D. Manuel Antonio Bruchero, son algunos de los que afirman el origen portugués del apellido Chicharro.

## Historia
El rey Alfonso III de Portugal (S. XIII) tuvo muchos hijos, unos dentro del matrimonio y otros bastardos.
Con una de sus concubinas llamada Madragana (Mor Alfonso), hija del último alcaide del período moro de Faro, el mozárabe Aloandro Ben Bakr tuvo a Martin Alfonso Chichorro(1250 - 1313). Le llamaban así por su escasa estatura... y parece que se quedó como forma y apellido.
Este Martin Alfonso Chichorro, señor "das honras" de Lalim se casó con Doña Inés de Lourenco y fue padre de Martin Alfonso de Sousa Chichorro, un noble rico que se casó con Dña Aldonza Annes de Briteiros (que cuando enviudó se hizo abadesa del Convento de Arouca) su descendencia fue: D.Martin Affonso de Sousa, señor de Martagoa; estuvo en la batalla de Aljubarrota (1385); con su primera cónyuge Da.María Pires de Briteiros, fue padre de: Da.Briolanda de Sousa, que fue la primera cónyuge de Martim Affonso de Melo “el viejo”, 2.º señor de Castanhiera y Alcaide Mayor de Evora

## Otros datos documentales
- 1227, según José Arévalo, se hallaron en la batalla de las Navas de Tolosa y estuvieron en el socorro del Alcázar de Baeza, como lo prueba su escudo de armas.
- 1661, Doña María Saiz Chicharro pidió informaciones genealógicas con su marido Pedro Castillo Reyllo, natural de Alcorcón para oficial de la Inquisición.
- 1718, probaron su nobleza ante la Real Cancillería de Valladolid, D. Benito Fernández Chicharro, vecino de León. Le acompañaban D. Tomás Fernández Chicharro, residente en Villamar y D. Juan Muñoz Yosana Chicharro, residente en Madrid.
- 1765, D. Andrés Chicharro y Escamilla, Díaz de Rivera y Rojas sentó plaza como colegial en el colegio del Sacromonte de Granada, acreditando previamente su legitimidad, cristiandad y nobleza ante las autoridades del mismo, justificando su ascendencia leonesa por el apellido paterno.
- 1792, D. Juan Vicente Chicharro estaba destinado como sargento en el regimiento de infantería de Cuba y en la isla dejó descendencia.
- 1791, D. Joaquín Fernández Chicharro y Vega, natural de León ingresó en la compañía de Caballeros Cadetes Guardias Marines.
- 1797, D. Mariano Chicharro, natural de Cacabelos, ingresó en la real Academia de San Fernando de Madrid.
- 1839, D. Mariano Valero y Arteta, Fernández Chicharro y Pildain, natural de Madrid, hizo pruebas nobiliarias para pertenecer a la Orden de Carlos III, siendo su abuela paterna Dña. Agustina
Fernández Chicharro, nacida en León en 1724, descendiente de los de este apellido en Villapadierna.
- 1821/1830, D. Mateo Fernández Chicharro y Leguirecha, natural de Graña (La Coruña), y D. Nicolás Fernández Chicharro, de la misma naturaleza, ingresaron en la Compañía de Caballeros cadetes.
- 1897, D. Simón Chicharro, natural de Madrid, ingresó en la Real Academia de San Fernando de Madrid.
En el real Concejo de la Mesta, fueron Regidores diferentes personas de este apellido. Este cargo estaba reservado desde la creación a quienes podía acreditar su origen hidalgo.
En España localizamos personas apellidadas Chicharro en casi todas las provincias, pero especialmente en Soria y Guadalajara, y en ellas podemos señalar las localidades de Tordelrábano, Vildé y Somolinos.
También en México, Argentina, Francia.
- Datos: Q5766020
- Multimedia: Chicharro (surname) / Q5766020